# Episodi di Sisters (quarta stagione)
La quarta stagione della serie televisiva Sisters è stata trasmessa in anteprima negli Stati Uniti d'America dalla NBC tra il 25 settembre 1993 e il 21 maggio 1994.
| nº | Titolo originale              | Titolo italiano | Prima TV USA      | Prima TV Italia |
| -- | ----------------------------- | --------------- | ----------------- | --------------- |
| 1  | Back on Track                 |                 | 25 settembre 1993 |                 |
| 2  | The Land of the Lost Children |                 | 2 ottobre 1993    |                 |
| 3  | Demons                        |                 | 9 ottobre 1993    |                 |
| 4  | A Kick in the Caboose         |                 | 9 ottobre 1993    |                 |
| 5  | Sleepless in Winnetka         |                 | 16 ottobre 1993   |                 |
| 6  | The Good Daughter             |                 | 30 ottobre 1993   |                 |
| 7  | Something in Common           |                 | 6 novembre 1993   |                 |
| 8  | A Bolt from the Blue          |                 | 13 novembre 1993  |                 |
| 9  | The Best Intentions           |                 | 20 novembre 1993  |                 |
| 10 | The Things We Do for Love     |                 | 27 novembre 1993  |                 |
| 11 | Broken Angel                  |                 | 11 dicembre 1993  |                 |
| 12 | Second Thoughts               |                 | 18 dicembre 1993  |                 |
| 13 | A Path Through the Snow       |                 | 15 gennaio 1994   |                 |
| 14 | Chemical Reactions            |                 | 22 gennaio 1994   |                 |
| 15 | Poison                        |                 | 29 gennaio 1994   |                 |
| 16 | Tangled Webs                  |                 | 5 febbraio 1994   |                 |
| 17 | Up to His Old Tricks          |                 | 12 febbraio 1994  |                 |
| 18 | Blood Is Thicker Than Water   |                 | 23 aprile 1994    |                 |
| 19 | Lock and Key                  |                 | 30 aprile 1994    |                 |
| 20 | Life Upside-Down              |                 | 7 maggio 1994     |                 |
| 21 | Protective Measures           |                 | 14 maggio 1994    |                 |
| 22 | Up in the Air                 |                 | 21 maggio 1994    |                 |